# Filmszínészek Állami Színháza
A Filmszínészek Állami Színháza (oroszul: Государственный театр Киноактера) állandó jelleggel működő színházi társulás Oroszországban, tagjai főként filmszínészek. Moszkva központjában, a Povarszkaja (korábban Vorovszkij) utca 33. szám alatti épülete 1931–1935 között épült. Nagy színháztermén kívül egy kisebb előadóteremmel is rendelkezik. 
Korábbi nevei: Filmszínészek Stúdiószínháza (1943-tól), Filmszínészek Színháza (1990–1992).

## Története
1940-ben a moszkvai Moszfilm stúdió művészei Grigorij Rosal rendező irányításával állandó társulatot alakítottak, kisebb előadásokat tartottak. A színházat erre a társulatra alapozva, hivatalosan egy 1943 decemberi kormányhatározattal hozták létre, hogy részben filmkísérleti műhelyt, részben a filmek előkészítését segítő próbákat, bemutatkozási lehetőséget biztosítsanak filmszínészek, filmrendezők számára. Első igazgatója Grigorij Alekszandrov rendező, első művészeti vezetője Szergej Jutkevics rendező volt. Az épületet 1946-ban kapták meg, akkor kezdődött az első színházi szezon.
1951-ben a színház átkerült a minisztériumtól a Moszfilm stúdióhoz. 1957-ben épületét elvették, a színházat színészstúdióvá szervezték át, vagyis lényegében megszüntették. 1968-ban a stúdió visszakapta az eredeti nevet, a következő évben pedig a régi épületet is. 
A színház főként a Moszfilm stúdióhoz szerződött művészeket foglalkoztatta. Az egyes filmszerepek közti szünetekben a színészek komoly színházi produkciókban léphettek fel, ami a nézőkkel való személyes kapcsolat során kifejezőeszközeik fejlesztését is segítette. A színház klasszikus és kortárs drámákat egyaránt bemutatott, gyakran vendégszerepeltek vidéki városokban is. 
Művészeti tanácsában ismert filmrendezők vettek részt, köztük Szergej Geraszimov, Mihail Romm, Jurij Rajzman, Ivan Pirjev. A társulatnak a színház fennállása óta összesen mintegy hétszáz tagja volt, köztük az orosz, szovjet filmművészet külföldön is ismert színészei, például Szergej Bondarcsuk, 
Borisz Andrejev, 
Borisz Csirkov, 
Nyikolaj Krjucskov, 
Marina Ladinyina, 
Innokentyij Szmoktunovszkij,

## A századfordulón
Az 1990-es évek elejére a színház válságba került. 280 fős társulat eltartására, az épület renoválására, az előadásokra a központi költségvetésből biztosított pénz nem volt elegendő. A társulat 1992-ben az intézményt szponzoráló Oleg Mihajlovics Butahin jogász személyében új igazgatót választott, aki hozzálátott a gazdasági helyzet – piaci viszonyok között lehetséges – javításához. Butahint és igazgatóhelyettes fiát korrupció gyanújával 2009-ben vád alá helyezték, a következő évben jogerősen elítélték. Helyére 2009-ben Szuren Saumjan került, 2010-ben főrendezőnek Robert Manukjant nevezték ki.
2010 végén az orosz, szovjet film hírességei közül a társulathoz tartozott mások mellett Inna Makarova, Tatyjana Szamojlova, Tamara Szjomina, Irina Szkobceva és Oleg Sztrizsenov.